# 長野市立安茂里小学校
長野市立安茂里小学校（ながのしりつ あもりしょうがっこう）は、長野県長野市安茂里にある公立小学校。

## 沿革
出典：
- 1874年（明治7年）6月 - 平柴村・小柴見村・久保寺村・小市村により、正覚院に罄宜学校を開く[2][3]。
- 1881年（明治14年）- 平柴に矯正学校を設立。
- 1889年（明治22年） - 安茂里尋常小学校に改称する。
- 1896年（明治29年）- 安茂里尋常高等学校に改称する。

## 通学区域
- 大字平柴（一部）、大字安茂里（一部）、宮沖（一部）[4]